# Post-grunge
Post-grunge là một dòng nhạc phát sinh của grunge và là một phong cách của hard rock và alternative rock khởi nguồn vào thập niên 1990. Ban đầu, post-grunge là một nhãn xấu sử dụng để mô tả các ban nhạc mô phỏng âm thanh của grunge. Trong thời gian này, các ban nhạc như Bush, Candlebox và Collective Soul được xem là đại diện cho post-grunge.
Vào cuối thập niên 1990, post-grunge trở thành một phong cách định nghĩa rõ ràng hơn nhờ kết hợp âm thanh và thẩm mỹ của grunge với cách tiếp cận đại chúng hơn. Post-grunge bùng nổ vào thập niên 1990 và vẫn tiếp tục phổ biến vào thập niên 2000. Những ban nhạc post-grunge như Foo Fighters, Puddle of Mudd, Staind, Nickelback, Creed và Matchbox Twenty đều giành được thành công đại chúng.